# Molophilus grampianus
Molophilus grampianus là một loài ruồi trong họ Limoniidae. Chúng phân bố ở miền Australasia.